# Roncus corcyraeus minor
Roncus corcyraeus minor es una subespecie de arácnido del orden Pseudoscorpionida de la familia Neobisiidae.

## Distribución geográfica
Se encuentra en Grecia.